# Caspar Heinrich Horn

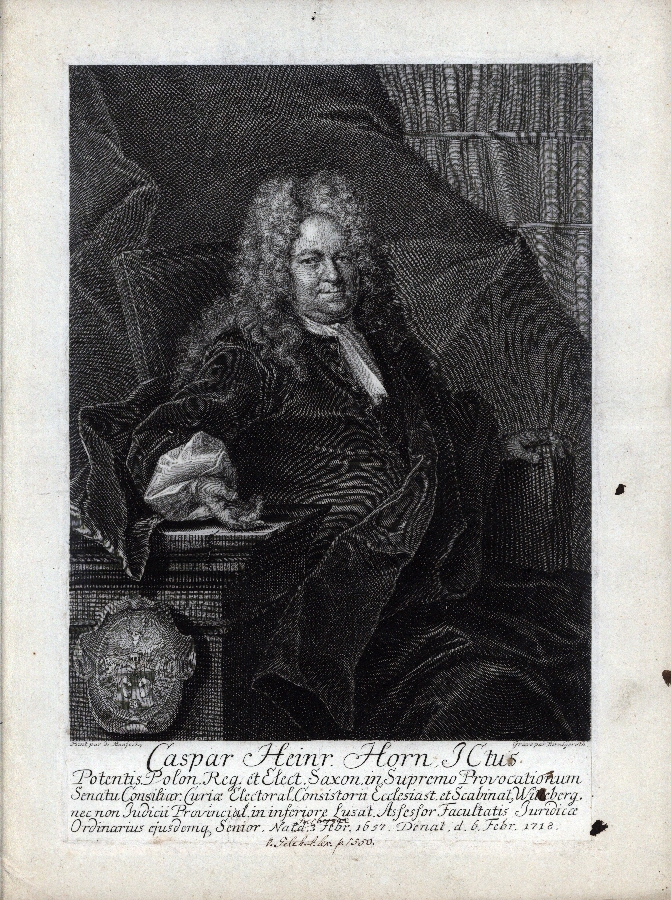
Caspar Heinrich Horn

Caspar Heinrich Horn (* 5. Februar 1657 in Freiberg; † 6. Februar 1718 in Wittenberg) war ein deutscher Jurist und Rechtswissenschaftler.

## Leben
Geboren als Sohn des Freiberger Ratsherrn Gottfried Horn und dessen Frau Catharina Elisabeth (geb. Drezschner), besuchte er die Stadtschule und des Gymnasiums seiner Heimatstadt. Er bezog 1675 die Universität Leipzig, hielt hier erste Disputationen und wechselte 1677 an die Universität Frankfurt (Oder), wo er unter anderem bei Samuel Stryck ein Rechtsstudium absolvierte. 1679 kehrte er zurück in seinen Heimatort, begab sich dann nach Tennstädt, um eine Praxis zu betreiben und unternahm ein Jahr später eine Reise nach Holland, Frankreich und die Schweiz. Nachdem er 1680 von seiner Bildungsreise in seine Heimat zurückgekehrt war, fand er eine Anstellung, die ihn als Sekretär durch Deutschland und Frankreich führte.
In Wittenberg nimmt er am 22. Juli 1684 erneut Studien auf, erwirbt sich am 15. Dezember 1684 das Lizentiat der Rechtswissenschaften, wurde 1685 in Freiberg zum Rat ernannt und promovierte am 8. Oktober desselben Jahres zum Doktor der Rechtswissenschaften. Nachdem er 1686 als Stadtrichter in Freiberg gewirkt hatte, erhält er am 1. August 1687 einen Ruf als Assessor an die juristische Fakultät der Universität Wittenberg, wird 1688 Advokat am Wittenberger Hofgericht, am 14. Juni 1690 Professor an der juristischen Fakultät der Wittenberger Akademie und übernahm damit einen Sitz am Schöppenstuhl im Hofgericht. Nachdem er 1700 Assessor am Landgericht der Niederlausitz aufstieg, wird er 1706 Assessor am Wittenberger Konsistorium, 1709 Appellationsrat und schlussendlich 1713 als Leiter der juristischen Fakultät deren Ordinarius, welches er bis zu seinem Lebensende blieb.
Horn betätigte sich während seiner Wittenberger Professur vor allem auf dem Gebiet des Staatsrechts, das er in den ordentlichen akademischen Unterricht einführte. Dazu beinhalteten seine Vorlesungen die allgemeinen Grundlagen des Staatsrechts und er führte weiterhin die Folgen des Staatsrechts im Deutschen Reich aus, an dessen Charakter als Einheitsstaat er trotz Samuel von Pufendorf festhielt. Zudem war Horn 9-mal Dekan der juristischen Fakultät und in den Sommersemestern 1691, 1699, und 1715 Rektor der Leucorea und ebenfalls 1705 gleichbedeutender Prorektor der Anstalt.
Genealogisch wäre anzumerken, dass er sich am 30. September 1685 in Freiberg mit Elenora Catharina, der Tochter des Oberhüttenverwalters Christian Gottfried Lincke verheiratet hatte. Aus dieser Ehe sind die Kinder Elenora Henrica Horn (* 13. Oktober 1687 verh. 1706 in Freiberg mit D. Otto Friedrich Lange, Konsulent in Dresden), Rachel Catharina (* 17. Mai 1689 in Freiberg, verh. 27. September 1712 mit Dr. med Jacob Bartelmaei in Dresden), ein Sohn (* 20. April 1691; † 19. Juli 1691), Bengina (* 27. Februar 1692; † 1. März 1692) bekannt.

## Werkauswahl
- Ex Jure Publico De Capitulatione Caesarea. Fincel, Wittenberg 1703. (Digitalisat)
- De jure proedriae seu praecedentiae, variarum quaestionum decades duae.Zimmermann,  Wittenberg 1705. (Digitalisat)
- Jurisprudentia feudalis Longobardo-Tevtonica, aucta variis accessionibus, mandatis, privilegiis, consiliis, responsis feudalibus, aliisque argumentum illustrantibus. Zimmermann, Wittenberg 1705. (Digitalisat)
- De jure Patronatus, de praerogatiua Matris & Auiae in suscipienda rutela ptae adscendentibus & collateralibus, de Beneficio Comperentiae ciuitatibus non competente. 1706.[1]
- Disputatio inauguralis juridica de desertoribus civitatum, eorumque poena. Gerdes, Wittenberg 1708. (Digitalisat)
- Capita quaedam iuris ecclesiastici controversi circa praestationes parochianorum et dotalium. Gerdes Wittenberg 1713. (Digitalisat)
- De Burggrauiis Magdeburgicis. Creusig, Wittenberg 1709. (Digitalisat)
- Dissertatio Iuridica Inauguralis De Praerogativa Matris Ac Aviae In Suscipienda Tutela Prae Ascendentibus Et Collateralibus. Gerdes, Wittenberg 1711. (Digitalisat)
- De semel malo semper malo, tractatus academicus. Meisel, Wittenberg 1709. (Digitalisat)
- De Clerico Clericum Non Decimante, Ad Cap. II.X. de Decimis. Gerdes, Wittenberg 1713. (Digitalisat)
- Ad Tit. Decretalium ut ecclesiastica beneficia sine deminutione conferantur. Gerdes, Wittenberg 1717. (Digitalisat)
- Juris Publici Romano-Germanici Ejusque Prudentiae, Liber Unus Secundum Ll. Fundamentales Et Fromam Imperii Praesentem Conscriptus, Et Jam Necessariis Supplementis Ex Capitulatione Caesarea Caroli VI. Et Pacificatione Badensi Auctus. Accesserunt Instrumentum Pacis Osnabrugensis Et Dicta Capitulatio Caesarea. Cum Indice. Waisenhaus, Halle 1725. (Digitalisat)
- Consultationum, responsorum ac sententiarum liber unus: in 16 classes distributus, varias, ad omnes iuris ... partes pertinentes quaestiones ... ac decisiones complectens. Zimmermann & Gerlach, Dresden/Leipzig 1726. (Digitalisat)
- De hypotheca legali in fodinis et partibus metallicis. Haken, Wittenberg 1747. (Digitalisat)